# Лубянск
Лубянск — деревня в Полтавском районе Омской области России. Входит в состав Соловьёвского сельского поселения.
Население 343 чел. (2010),  27% (2002) - немцы .

## История
В соответствии с Законом Омской области от 30 июля 2004 года № 548-ОЗ «О границах и статусе муниципальных образований Омской области» деревня вошла в состав образованного муниципального образования «Соловьёвское сельское поселение». 

## География
Расположена на юго-западе региона.

## Население
| 2010 |
| ---- |
| 343  |

Гендерный состав
По данным Всероссийской переписи населения 2010 года в гендерной структуре населения из 343 человек мужчин — 170, женщин — 173	(49,6 и 50,4 % соответственно)
Национальный состав
Согласно результатам переписи 2002 года, в национальной структуре населения русские составляли 60 %, немцы	27% от общей численности населения в 493 чел. .

## Инфраструктура
Лубянская основная школа (Школьная ул., 1).

## Транспорт
Просёлочные дороги.